# Augustin de Wautier
Augustin de Wautier, né à Gand le 21 août 1777 et mort à Longchamps le 27 janvier 1848, est un homme politique belge.

## Fonctions et mandats
- Membre du Sénat belge : 1831-

## Sources
- Le parlement belge 1831 - 1894: données biographiques, Académie Royale de Belgique, Commission de la Biographie Nationale, 1996 (ISBN 978-2-8031-0140-5)
- Oscar COOMANS DE BRACHÈNE, État présent de la noblesse belge, Annuaire 2001, Brussel, 2001.